# Сови
Совите (Asio) са род птици от семейство Совови (Strigidae).
Таксонът е описан за пръв път от Матюрен Жак Брисон през 1760 година.

## Видове
- Asio abyssinicus
- Asio butleri
- Asio capensis – Капска сова
- Asio clamator – Раирана сова
- Asio flammeus – Блатна сова
- Asio galapagoensis
- Asio madagascariensis – Мадагаскарска сова
- Asio otus – Горска ушата сова[2]
- Asio stygius